# Gwiazda filmowa

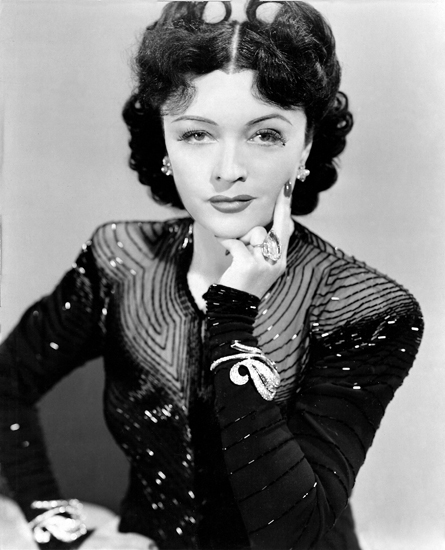
Pola Negri, jedna z gwiazd kina niemego.

Gwiazda filmowa (ang. film star, movie star) – określenie aktora lub aktorki, odznaczających się nie tylko dokonaniami artystycznymi, ale głównie z powodu nieprzeciętnego uznania środowiska filmowego, a przede wszystkim publiczności. Gwiazda taka jest obsadzana w głównych rolach wielkich produkcji, a często powodzenie całego filmu zależy od jej udziału.
Pojęcie gwiazdorstwa, od którego wywodzi się określenie gwiazda filmowa, związane jest ze sposobem jej oddziaływania na publiczność i uwielbieniem, jakim gwiazdy są darzone. Z określeniem tym często związane jest także duże zainteresowanie życiem prywatnym. Wizerunek gwiazdy filmowej jest pod stałą opieką producentów i dystrybutorów filmowych. 
Początki tego zjawiska obserwować można w amerykańskim kinie początku wieku. Kreowano wówczas gwiazdy filmowe, wiążąc je wieloletnimi kontraktami z wytwórniami filmowymi. Do pierwszych gwiazd filmowych należeli m.in. Rudolf Valentino, Asta Nielsen, Charlie Chaplin czy Pola Negri.
Do dziś pojęcie gwiazdy filmowej jest istotne dla istnienia kina komerycyjnego. Honoraria gwiazd filmowych wynoszą od kilku do kilkunastu milionów dolarów za film. Do najbardziej znanych gwiazd filmowych należą: Greta Garbo, Marlene Dietrich, Humphrey Bogart, Bette Davis, James Dean, Marilyn Monroe, Brigitte Bardot, Sophia Loren, Elizabeth Taylor, a współcześnie: Julia Roberts, Leonardo DiCaprio, Al Pacino, Brad Pitt, Johnny Depp i Angelina Jolie.